# Eric Clapton at His Best
Eric Clapton at His Best è un doppio LP di raccolta del musicista britannico Eric Clapton, pubblicato nel 1972.

## Tracce

### Side 1
1. Bottle of Red Wine (Delaney Bramlett/Eric Clapton) - 3:06
2. Anyday (Eric Clapton/Bobby Whitlock) - 6:33
3. I Looked Away (Eric Clapton/Bobby Whitlock) - 3:02
4. Let It Rain (Bonnie Bramlett/Eric Clapton) - 5:07
5. Lonesome and a Long Way from Home (Bonnie Bramlett/Leon Russell) - 3:43

### Side 2
1. Sea of Joy (Steve Winwood) - 5:23
2. Layla (Eric Clapton/Jim Gordon) - 7:01
3. Blues Power (Eric Clapton/Leon Russell) - 3:10
4. Bell Bottom Blues (Eric Clapton) - 5:00

### Side 3
1. After Midnight (John J. Cale) - 3:11
2. Keep On Growing (Eric Clapton/Bobby Whitlock) - 6:20
3. Little Wing (Jimi Hendrix) - 5:31
4. Presence of the Lord (Eric Clapton) - 4:48

### Side 4
1. Why Does Love Got to Be So Sad? (Eric Clapton/Bobby Whitlock) - 4:41
2. Easy Now (Eric Clapton) - 2:58
3. Slunky (Delaney Bramlett/Eric Clapton) - 3:33
4. Key to the Highway (Charles Segar/Bill Broonzy) - 9:39